# Araneus bihamulus
Araneus bihamulus là một loài nhện trong họ Araneidae.
Loài này thuộc chi Araneus. Araneus bihamulus được miêu tả năm 2005 bởi Zhu et al..